# Fama

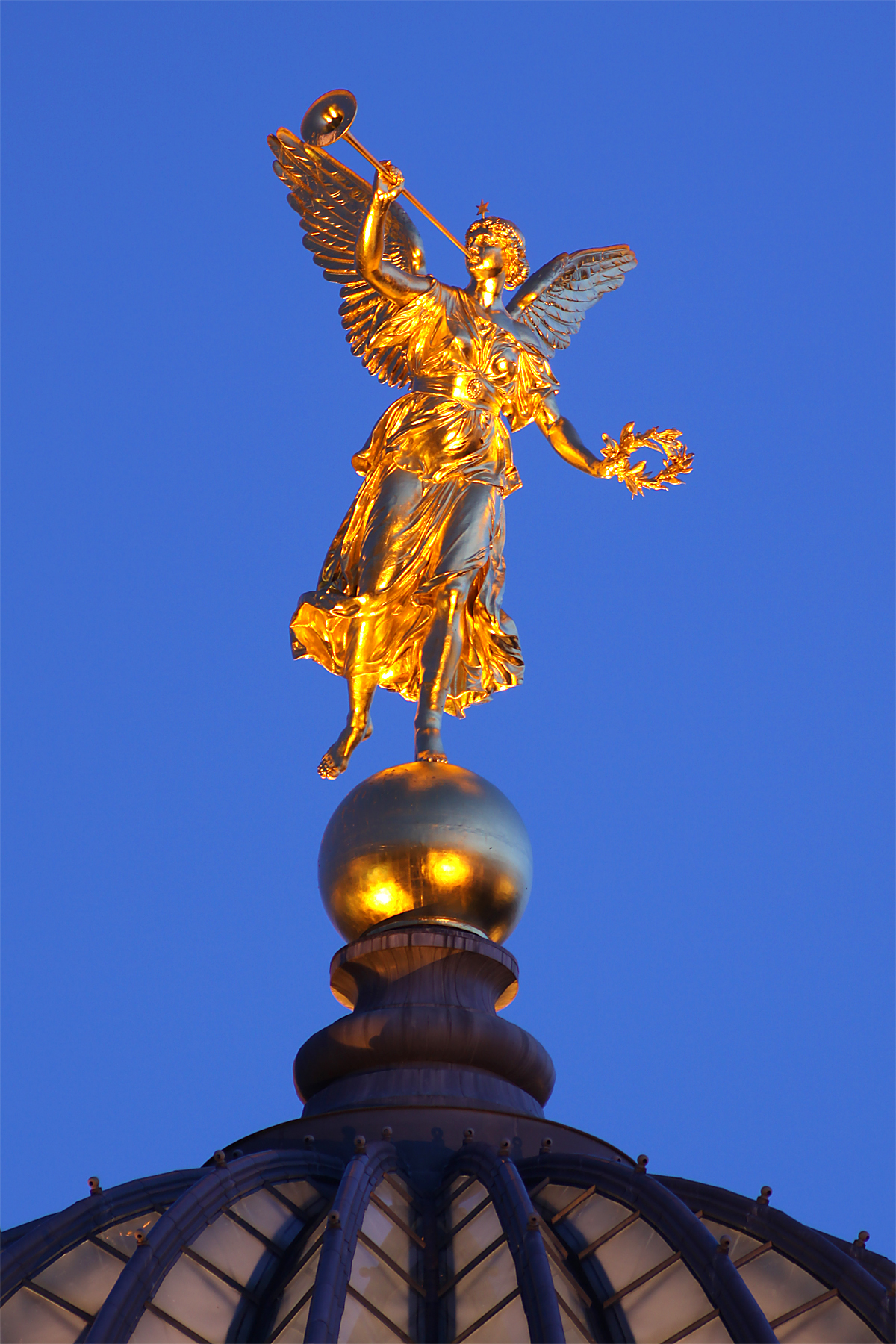
Fama auf der Kuppel der Dresdner Kunstakademie

Fama ist in der römischen Mythologie die Gottheit des Ruhmes wie auch des Gerüchts. Der Fama entspricht in der griechischen Mythologie die Pheme (altgriechisch Φήμη Phḗmē, deutsch ‚Rede, Gerücht‘). Personifikation des Ruhmes ist bei den Römern auch die Gloria.

## Pheme und Ossa
Bei Homer erscheint Pheme als Ossa (Ὄσσα Óssa, deutsch ‚Ruf, Gerücht‘). Einmal – in der Ilias – bedeutet der Ausdruck „Pheme“ den Ruhm, der als Bote des Zeus das griechische Heer begleitet, das andere Mal – in der Odyssee – verkörpert er das Gerücht.
Ursprünglich bezeichnet Pheme – sprachgeschichtlich verwandt mit φημί phēmí, deutsch ‚sprechen‘ – einfach eine Nachricht oder einen Hinweis unklaren Ursprungs, im Unterschied zu einer aus bekannter Quelle stammenden Nachricht. Daraus wurde Pheme, das Gerücht, die Anmutung – aber auch das Vorzeichen und das Omen.
In Sophokles’ Drama König Ödipus ist sie ein Kind von Elpis, der personifizierten Hoffnung. In Hesiods Werke und Tage wird sie als Allegorie und Quasi-Gottheit beschrieben:
Pheme ist ihrer Natur nach böse, leicht, oh so leicht aufzulesen, aber schwer zu tragen und kaum mehr abzulegen. Sie verschwindet nie völlig, sobald sie großgeredet ist von der Menge. Tatsächlich ist sie eine Art Göttin.
In mythologischen Texten gibt es nur wenige anschauliche Darstellungen der Figur. Mehrfach erscheint Pheme bei Nonnos von Panopolis; dort wird sie als geflügeltes und vielzüngiges Wesen beschrieben, was ihrem allegorischen Charakter durchaus entspricht. Es fehlt ihr an persönlicher Kontur und auch einen Kult scheint es nicht gegeben zu haben. Nur Aischines berichtet von einem nach der Schlacht am Eurymedon durch die Athener errichteten Altar der Pheme, der von Pausanias als Kuriosum und Beleg dafür erwähnt wird, dass die Athener schlicht jedem einen Altar errichten. Aischines unterscheidet dabei zwischen Pheme als etwas wie von selbst Erscheinendes und der den einzelnen Menschen belangenden Diabole (διαβολή diabolḗ, deutsch ‚Verleumdung‘). Dagegen ist  bei Achilleus Tatios „die Pheme“ eine Tochter der Diabole:
Gerücht [Pheme] ist die Tochter der Verleumdung [Diabole]. Verleumdung ist schärfer als ein Schwert, stärker als Feuer und beseuselt mehr als der Gesang der Sirene. Das Gerücht rinnt schneller als Wasser dahin, läuft schneller als der Wind, und fliegt schneller als irgend ein Vogel.

## Fama

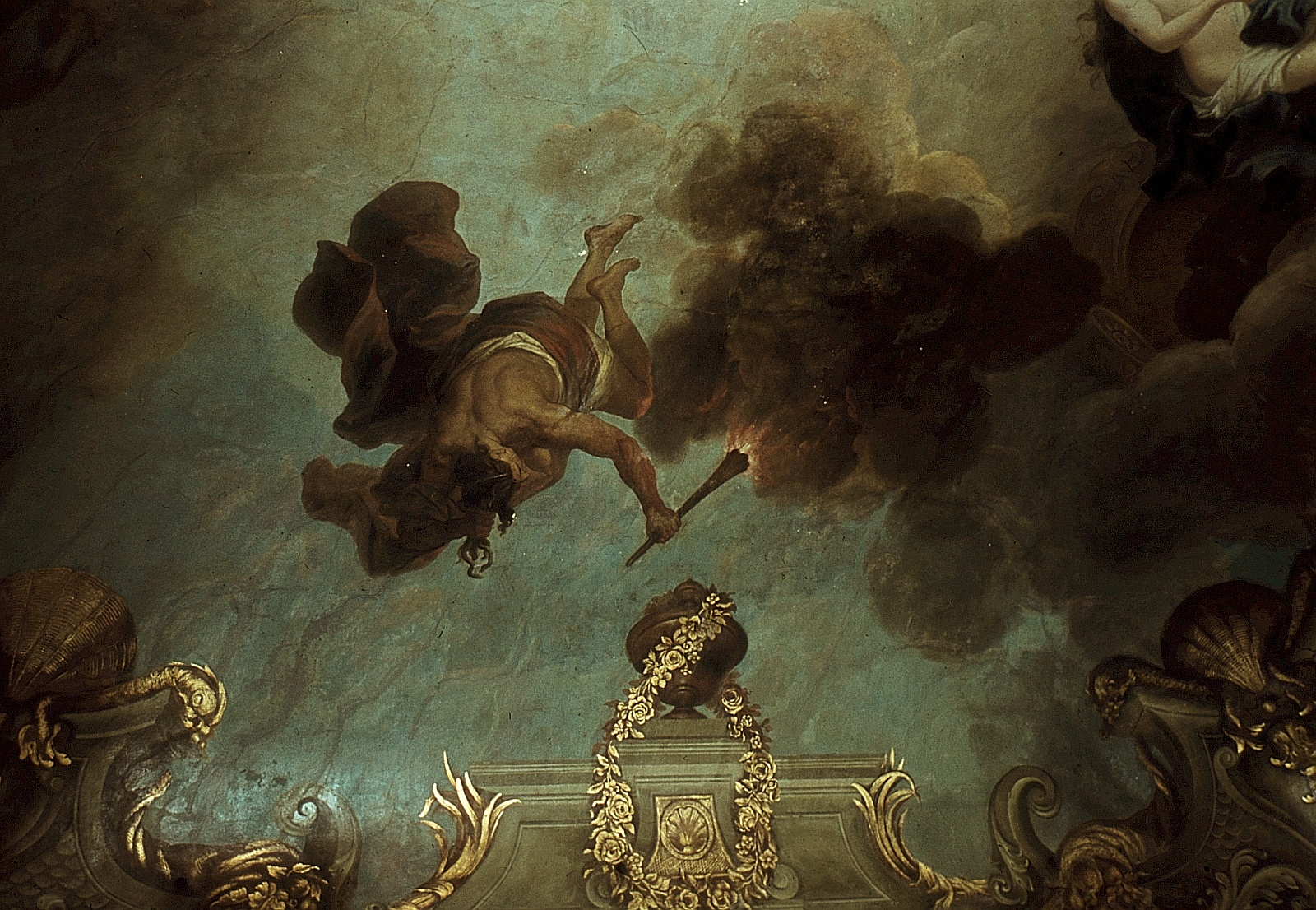
Louis de Silvestre: Personifikation der Fama. Ausschnitt eines Deckengemäldes im Mathematisch-Physikalischen Salon des Dresdner Zwingers

In der lateinischen Literatur ist die Fama an erster Stelle bei Vergil und Ovid anzutreffen. Daneben erscheint sie auch bei Gaius Valerius Flaccus, wo sie zum Werkzeug der Bestrafung der lemnischen Frauen durch Aphrodite wird. Das Gerücht, ihre Männer wollten sie verlassen, stachelt die Frauen dazu an, sie zu ermorden. Obwohl sie als dämonisches Wesen wirkt, wird Fama hier durchaus ambivalent beschrieben: Sie gehöre weder zum Himmel noch zur Hölle, so heißt es, sondern schwebe dazwischen. Wer sie höre, lache zuerst über sie, werde sie aber so lange nicht wieder los, bis Städte unter dem Schlag geschwätziger Zungen erzitterten. In der Thebais des Publius Papinius Statius schließlich erscheint Fama als eine Art Furie und Begleiterin des Gottes Mars.

### Fama in derAeneis
In Vergils Aeneis ist Fama eine Tochter der Gaia und eine Gigantin. Anfangs ist sie klein, doch wenn sie sich fortbewegt, schwillt sie zu riesenhafter Größe an, bis sie allen Raum zwischen Himmel und Erde ausfüllt. Unter jeder Feder ihrer beiden Flügel befindet sich ein aufgerissenes Auge, ein schwatzender Mund und ein gespitztes Ohr. Bei Nacht saust sie auf und ab zwischen Erde und Himmel. Was Fama verbreitet, ist ihr gleich, sie hat den Verkünder der Wahrheit und den Verleumder gleich gern. Das zeigt sich dann auch darin, wie sie die (zutreffende) Nachricht vom Stelldichein des Aeneas und der karthagischen Königin Dido (Mythologie) im Lande verbreitet: Ein trojanischer Prinz sei gekommen, die Königin sei ihm verfallen und hörig und die beiden verbrächten den Winter in Lustraserei und vergäßen darüber die Regierungsgeschäfte.

### Die Burg der Fama bei Ovid
Auch Ovid entwickelt in seinen Metamorphosen eine komplexe Allegorie der Fama: Im Mittelpunkt der Welt, zwischen Himmel und Erde, zwischen Land und See, gleich nah und gleich fern, befinde sich ein Ort, von dem aus Alles gesehen und überwacht, jede Stimme gehört und jedes Wort verzeichnet werde. Dort habe sich Fama auf einem hohen Gipfel ihre Burg errichtet, einen türlosen Wachtturm mit tausend Öffnungen, vollständig aus hallendem Erz bestehend, das jeden Schall verdoppele und wieder verdoppele. Im Inneren gebe es niemals Stille, doch auch kein deutliches Wort, sondern nur Gemurmel und halb verständliches Gezischel. Hier sei das Heim von Credulitas, der „Leichtgläubigkeit“, von Error, dem „Irrtum“, von Laetitia, dem „Übermut“, von Susurri, dem „Geflüster“, und von Seditio, der „Zwietracht“.
In der Neuzeit erscheint Fama vor allem als Personifikation des Ruhmes. Ihr Attribut ist eine Posaune, mit der sie die ruhmreiche Tat entsprechend lautstark verbreitet.

## Rezeption

### In der darstellenden Kunst (Beispiele)
Ein Standbild der Fama steht auf der Kuppel des Oktogons der Dresdner Kunstakademie – eine vergoldete Kupfertreibarbeit, die der Dresdner Bildhauer Robert Henze (1890) entworfen, Hermann Heinrich Howaldt aus Braunschweig begonnen und Paul Rinckleben, ebenfalls ein Dresdner, 1893 fertiggestellt hat. Ihr Lorbeerkranz verkörpert den Künstlerruhm.
In Bayreuth befindet sich in der Fußgängerzone ein Brunnen, geschaffen vom Künstler Elias Räntz im Jahr 1708. In dessen Zentrum steht die aus Sandstein gearbeitete Fama-Figur. Der Brunnen ist denkmalgeschützt.

### In der Belletristik
Fama ist eine Figur in Christoph Ransmayrs Roman Die letzte Welt, als Krämerin von Tomi und Mutter des Verräters und zwanghaften Schwätzers Battus, verbreitet sie Gerüchte.